# Castilforte
Castilforte település Spanyolországban, Guadalajara tartományban. Castilforte Peralveche, Vindel, Alcantud, Arandilla del Arroyo, Valdeolivas és Salmerón községekkel határos. Lakosainak száma 56 fő (2024).

## Népesség
A település népessége az utóbbi években az alábbiak szerint változott:
| Lakosok száma | 55   | 52   | 56   | 54   | 73   | 57   | 59   | 55   | 60   | 56   |
|               | 2001 | 2004 | 2006 | 2009 | 2011 | 2014 | 2016 | 2019 | 2021 | 2024 |